# يوروكوبتر إيه إس 355
يوروكوبتر إيه إس 355 (بالإنجليزية: Eurocopter AS355)‏: هي طائرة مروحية خفيفة ذات محركين صنعت في الأصل من قبل ايروسباسيال (وهي الآن جزء من مجموعة مجموعة يوروكوبتر). ويتم تسويق إيه إس 355 في أمريكا الشمالية حيث TwinStar.

## تصميم وتطوير
بدأت التنمية في 1970s في وقت مبكر لتحل محل مروحية ألويت الثاني ، وأول رحلة جوية وقعت يوم 27 يونيو عام 1974. وهناك نسخة بمحركين، والمعروفة باسم السنجاب التوأم، أو في أمريكا الشمالية حيث TwinStar، [2] وعلى الرغم من إدخال EC130، وإنتاج شركة يوروكوبتر AS350 وAS355، ويوروكوبتر إيه إس 550 فنك وAS555 والإصدارات العسكرية فانها لا تزال قوية.

## مواصفات (AS355F2)

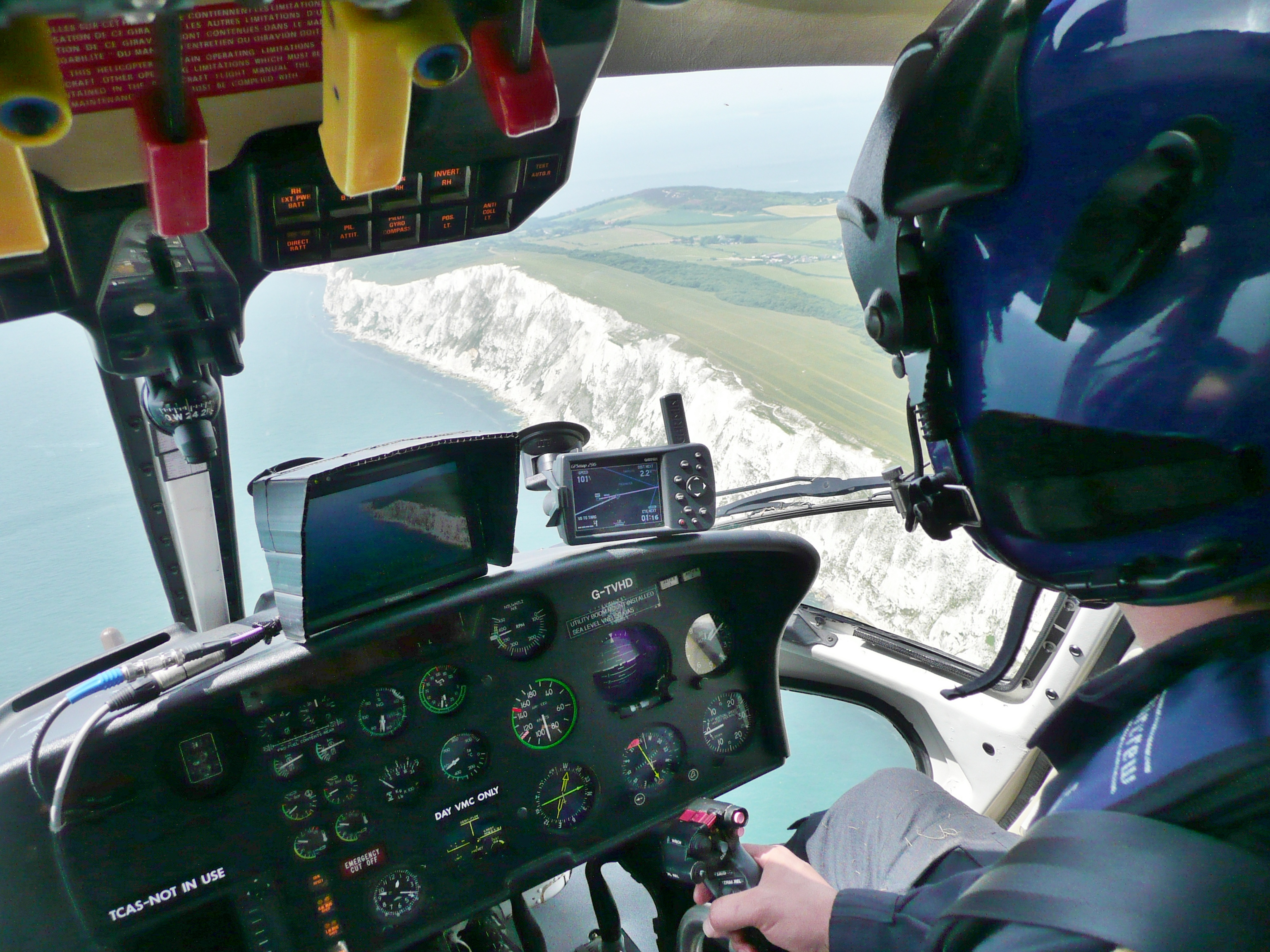

البيانات من Jane's All The World's Aircraft 1988–89
الخصائص العامة
- الطاقم: 1
- السعة: 6
- الطول: 12.94 m (42 ft 5½ in)
- قطر الدوار: 10.69 m (35 ft 0¾ in)
- الارتفاع: 3.14 m (10 ft 3½ in)
- مساحة القرص : 89.75 m² (966 sq ft)
- الوزن فارغة: 1,305 kg (2,877 lbs)
- وزن الإقلاع الأقصى: 2,540 kg[4] (5,732 lbs)
- محرك الطائرة: 2 × أليسون موديل 250-C20F turboshaft, 313 kW (420 shp)  الواحد

الأداء
- لا تتجاوز سرعة: 278 km/h (150 knots, 172 mph)
- سرعة العبور: 224 km/h (121 knots, 139 mph)
- مدى (طائرة): 703 km (380 nm, 437 mi)
- سقف الخدمة: 3,400 m (11,150 ft)
- معدل الصعود: 6.5 m/s (1,280 ft/min)